# WEB S.S.D.S. 愛の解体新書
WEB S.S.D.S. 愛の解体新書（ウェブ エスエスディーエス あいのかいたいしんしょ）は、「ランティスウェブラジオ」にて配信されていたインターネットラジオ番組。
第200回放送（2012年04月17日配信分）を以って終了となった。5月以降は、ニコニコ生放送にて月1回『S.S.D.S. 愛の究極診断〜エクストリーム・テラー』として継続中。

## 概要
声優の速水奨が原作・主演の病院コメディ「S.S.D.S〜Super Stylish Doctors Story〜」シリーズから派生し、2005年9月までNACK5にて放送していた「ラジオS.S.D.S.愛の解体新書」の続編である。
パーソナリティは、速水奨（外科部長 Dr.HAYAMI）と千葉進歩（事務長 日下真一郎）の二人である。
- 配信サイト：ランティスウェブラジオ
- 配信日：火曜日

## コーナー

### 後期
- サロン・ド・メール

前「お見舞いメール」
- DR.HAYAMIと日下事務長のお料理おばんざい！

とことん診察会2から由来した新コーナー。料理に対してアドバイスする。
- ナンシーの愛の小部屋♥

ナンシーちゃんが恋愛の悩みに答えるコーナー。回答は辛口。
- 北42エリア　愛のメディカルチェック

前「愛の特別診察室」→「愛の13号医局　特別診察室」
- 敏腕事務長日下真一郎のビジネスライクトーキング

告知コーナー

### 初期
- お見舞いメール

普通のお便り
- 試験に出るS.S.D.S.

リスナーからの質問に答えるコーナー
- 愛の特別診察室

リスナーからの悩みに答えるコーナー

### リニューアル後
- S.S.D.S.基礎講座

前「試験に出るS.S.D.S.」
- S.S.D.S.アーカイブズ（公記録保管所）

CDドラマより、セリフが重なっているシーンや言葉遊びについて検証するコーナー。2人で全キャラクターのセリフを演じる。
- 日下事務長の新商品企画室

製品化して欲しいグッズのアイディアを募集するコーナー
- 愛の13号医局　特別診察室

前「愛の特別診察室」

## ゲスト(担当医)
- 2005年11月担当医： 関俊彦（バウム・クーテヘン教授 役）
- 2005年12月担当医： 檜山修之（君島究 役）
- 2005年12月担当医： 堀内賢雄（ブラディ・トランシルヴァニア伯爵 役）
- 2006年1月担当医： 高橋直純（新田和人 役）
- 2006年2月担当医： 松本保典（沢登達也 役）
- 2006年3月担当医： 立木文彦（袖捲イチロウ 役）
- 2006年5月担当医： 関俊彦（バウム・クーテヘン教授 役）
- 2006年6月担当医： 堀内賢雄（ブラディ・トランシルヴァニア伯爵 役）
- 2006年8月担当医： 松本保典（沢登達也 役）
- 2006年11月担当医： 堀内賢雄（ブラディ・トランシルヴァニア伯爵 役）
- 2007年3月担当医： 森田成一（弓岡蔵人 役）